# EFootball Pro Evolution Soccer 2020
eFootball Pro Evolution Soccer 2020 (w skrócie eFootball PES 2020, w niektórych krajach azjatyckich występuje jako eFootball Winning Eleven 2020) – komputerowa gra sportowa, będąca dziewiętnastą częścią serii Pro Evolution Soccer. Została wydana 10 września 2019 we wszystkich krajach nieazjatyckich i 12 września tego samego roku w Azji na platformy PC, PlayStation 4 i Xbox One.

## Rozgrywka
Główne cechy gry:
- realistyczne ukazywanie błędów gracza w różnych aspektach rozgrywki (prowadzenie/przyjmowanie piłki, podania, kreowanie akcji)[2],
- nowa technika finezyjnego dryblingu
- poprawiona fizyka piłki
- zmiany w trybie master league, tj. interaktywny system dialogowy czy odświeżone menu[3]
- tryb matchday (dzień meczowy)[4]
- zmiany w warstwie technicznej i wizualnej (jeszcze lepsze odwzorowanie aren, piłkarzy oraz murawy)[5]

## Licencje na kluby

### FC Barcelona
Podobnie jak w poprzednich edycjach gry, Duma Katalonii jest w pełni licencjonowana dzięki nowej umowie klubu z Konami. Dotyczy to piłkarzy (zarówno obecnych, jak i legend klubowych np. Ronaldinho), strojów oraz stadionu Camp Nou. Twarzą klubu w grze został Lionel Messi.

### Manchester United
Ze względu na to, że Liverpool, na który wytwórnia Konami miała pełną licencję, utracił ją na rzecz EA Sports i gry FIFA 20 (bo klub wygrał w Lidze Mistrzów), postanowiono podpisać umowę z innym angielskim klubem w czerwonych strojach. Twarzą klubu w grze został młody Scott McTominay, a główną legendą – David Beckham.

### Bayern Monachium
Kolejnym w pełni licencjonowanym klubem w grze został Bayern. Dzięki temu będą w pełni odwzorowani gracze (wśród nich Robert Lewandowski), stroje, a także stadion zespołu – Allianz Arena. Twarzą klubu został Serge Gnabry, a legendą – Oliver Kahn.

### Juventus Turyn
Ostatnim klubem, z którym Konami podpisało umowę na licencję w grze, został Juventus. Jest to licencja na wyłączność, w związku z czym tylko w eFootball Pro Evolution Soccer 2020 będą w pełni odwzorowani piłkarze, stroje, herb i stadion (Allianz Stadium), natomiast w konkurencyjnej FIFIE 20 drużyna ta wystąpi jako Piemonte Calcio. Główną twarzą klubu został Miralem Pjanić, a legendą – Pavel Nedvěd.

## Licencja na UEFA EURO 2020
20 sierpnia 2019 roku ogłoszono, że gra otrzyma w pełni licencjonowany turniej Mistrzostw Europy w Piłce Nożnej 2020 w ramach darmowego DLC, dostępnego w drugim kwartale 2020 roku. Na mocy umowy z UEFA gra będzie posiadała wszystkie europejskie reprezentacje, w tym 50 w pełni licencjonowanych. Ponadto, Konami zapowiedziało oficjalny turniej e-sportowy we współpracy z Unią Europejskich Związków Piłkarskich – UEFA eEURO 2020.

## Produkcja i wydanie
30 lipca 2019 została wydana wersja demonstracyjna gry na PC oraz konsole PlayStation 4 i Xbox One. W nim można rozegrać (podobnie jak w poprzedniej edycji) mecz towarzyski w trybie offline (lokalny mecz lub kooperacja) lub online (szybki mecz). Jest też dostępny tryb edycji, ale tylko na PC i PlayStation 4.
Dostępne drużyny:
- FC Barcelona
- Arsenal
- Manchester United
- Bayern Monachium
- Juventus Turyn
- SE Palmeiras
- CR Flamengo
- São Paulo FC
- SC Corinthians Paulista
- CR Vasco da Gama
- Boca Juniors
- River Plate
- CSD Colo-Colo

Mecze można rozegrać na jednym z trzech stadionów: Allianz Arena, Allianz Parque i fikcyjnym Neu Sonne Arena.